# Agencia Federal de Transporte Aéreo
La Agencia Federal de Transporte Aéreo (en ruso: Федеральное агентство воздушного транспорта, romanizado: Federalnoye agentstvo vozdushnogo transporta, FAVT), también conocida como Rosaviatsiya (en ruso: Росавиация), es la autoridad de aviación civil de la Federación Rusa, responsable de supervisar la industria de la aviación civil en toda Rusia y las aguas internacionales circundantes, que abarca unas 14 regiones de información de vuelos. Su sede se encuentra en Moscú.
La Agencia Federal de Transporte Aéreo trabaja regularmente junto con el Comité Interestatal de Aviación en investigaciones de accidentes e incidentes de aviación. También se le llama Administración de Aviación Civil de la Federación Rusa (RFCAA).

## Historia
La Agencia Federal de Transporte Aéreo fue creada en 2004 por el presidente ruso Vladímir Putin. El 9 de marzo de 2004, Putin emitió un decreto, "Sobre el sistema y la estructura de los órganos ejecutivos federales", en el que se creó la Agencia. La Agencia recibió muchas funciones del abolido Ministerio de Transporte de la Federación de Rusia.
A finales de marzo de 2022 se desató un ciberataque a Rosaviatsia por parte de piratas informáticos tras la invasión rusa de Ucrania. El efecto fue una interrupción masiva y la agencia rusa dijo que había vuelto a los registros en papel después del ataque. Debido a las limitaciones presupuestarias, Rosaviatsia no tenía una buena copia de seguridad de los datos pirateados.

## Liderazgo
El jefe de la Agencia Federal de Transporte Aéreo es nombrado y destituido por el gobierno de la Federación Rusa. En el momento de su creación, el jefe era Nikolái Vladimirovich Shipil. Le siguieron otros jefes, incluyendo desde 2009, a Alexander Neradko que fue reemplazado y acusado penalmente de iniciar la guerra. Desde septiembre de 2022, Dmitri Yadorov dirige la Agencia.

## Funciones
Las principales funciones de la Agencia Federal de Transporte Aéreo son:
- organización de la ejecución de los programas federales de objetivos y el programa federal de inversiones específicas;
- la prestación de servicios públicos de importancia pública en las condiciones establecidas por la legislación federal a un número indefinido de personas, incluso con el fin de: aplicar un conjunto de medidas para organizar la aplicación de los vuelos internacionales y nacionales; la aplicación de un conjunto de medidas destinadas a garantizar la seguridad de las infraestructuras de transporte, las instalaciones y los vehículos contra actos de injerencia ilícita;
- la publicación de actos jurídicos individuales sobre la base y de conformidad con la Constitución de la Federación de Rusia, las leyes constitucionales federales, las leyes federales, los actos y las instrucciones del Presidente de la Federación de Rusia, el Gobierno de la Federación de Rusia y el Ministerio de Transporte de la Federación de Rusia;
- que rige el Sistema Unificado de Gestión del Tráfico Aéreo de la Federación de Rusia.